# بطل إسبرطة 2
بطل إسبرطة 2 (بالإنگليزية: Hero Of Sparta 2؛ نقحرة هيرو أوف سبارتا 2)
هي لعبة فيديو حركية مغامراتية من تطوير ونشر شركة غيم لوفت لنظامي آي أو أس
وبادا. صدرت اللعبة في 29 يوليو 2010 سبقتها لعبة بطل إسبرطة.

## وصلات خارجية
بطل إسبارطا 2 على موقع IGN